# Faxe Bryggeri
Faxe Bryggeri S/A is een Deense brouwerij te Fakse.
Sinds 1901 brouwt Faxe behalve bier ook allerlei frisdranken. Vanaf 1930 gebruikt men een eigen bron onder de fabriek die het water uit de kalklagen op 80 meter diepte haalt. Tot de jaren 60 produceerde men voornamelijk voor de lokale markt op Seeland en Lolland (Denemarken). Daarna groeide het bedrijf en kwam de export op gang naar Duitsland en de landen rond de Oostzee. Het merk is vooral bekend om haar literblikken. In 1989 ging de brouwerij samen met Bryggerigruppen, dat sinds 2005 de naam Royal Unibrew heeft.

## Bieren
- Faxe Premium, lager
- Faxe Red, fruitbier
- Faxe Festbock, bokbier
- Faxe Amber
- Faxe Free, laag alcoholisch
- Faxe Strong
- Faxe 10%
- Faxe Royal Export, lager